# Flow Free
Flow Free é uma aplicativo de jogo de quebra-cabeça para iOS e Android lançado pelo estúdio americano Big Duck Games em junho de 2012.

## Jogabilidade
O jogo apresenta quebra-cabeças de ligação numérica. Cada quebra-cabeça tem uma grade de quadrados com pares de pontos coloridos ocupando alguns dos quadrados. O objetivo é conectar pontos da mesma cor desenhando 'tubos' entre eles de forma que toda a grade seja ocupada por canos. No entanto, os tubos podem não se cruzar. A dificuldade é determinada principalmente pelo tamanho da grade, variando de 5x5 quadrados (3 cores) a 15x15 quadrados (até 16 cores). Muitas grades são "abertas" e algumas contêm "paredes" que devem ser navegadas. Sempre que um nível é concluído, uma marca de seleção aparecerá no ícone de seleção de nível para indicar que o quebra-cabeça foi resolvido, enquanto uma estrela indica um jogo "perfeito", onde o jogador terminou o quebra-cabeça com o menor número de movimentos necessários. O jogo também contém pacotes pagos adicionais, bem como um modo de contra-relógio.

## Expansões
A Big Duck Games também lançou três expansões da série. A primeira expansão, "Flow Free: Bridges", foi lançada em 8 de novembro de 2012 a um preço fixo. Nesta expansão, os tubos podem ser feitos para se cruzar através de pontes pré-fabricadas. A segunda expansão, "Flow Free: Hexes", foi lançada em 12 de outubro de 2016 e apresenta quebra-cabeças premium gratuitos e pagos. A jogabilidade é semelhante a "Flow Free", exceto que o layout se assemelha a hexágonos em vez de quadrados. A terceira expansão, "Flow Free: Warps", foi lançada em 8 de agosto de 2017. Essa expansão permite que os tubos se deformem de uma borda do mapa para outra borda do mapa. A quarta expansão, "Flow Free: Shapes", foi lançada a 18 de dezembro de 2024. Esta expansão apresenta muitos níveis com vários formatos de células e bordas arredondadas.